# Open Source Enterprise
L'Open Source  Enterprise (OSE, « Entrepise de sources ouvertes ») est un centre de renseignement du gouvernement des États-Unis dédié au renseignement de sources ouvertes. Il est fondé en 2005 en tant que Open Source Center (OSC, « Centre de sources ouvertes ») et prend son nom actuel en 2015.

## Historique
L'OSC a été fondé le 1er novembre 2005 par le directeur du renseignement national pour collecter des informations accessibles sur « Internet, bases de données, presse, radio, télévision, vidéo, données géospatiales, photographies et images commerciales ». En plus de collecter des informations publiquement accessibles, l'OSC devrait entraîner les analystes à faire un meilleur emploi de ces informations. L'OSC a été créé en absorbant le Foreign Broadcast Information Service (FBIS), ancien département de la CIA, et occupe le quartier général de ce service à Reston (Virginie).
Le 1er octobre 2015, OCS change de nom et devient Open Source Enterprise en intégrant le Direction de l'innovation numérique de la CIA créer en mème temps.